# 4시의 음악여행
윤지영의 4시의 음악여행은 TBN 충북교통방송(청주 FM 103.3㎒, 충주 FM 93.5㎒)에서 주말 오후 4시부터 오후 5시 55분까지 방송되는 충북권 지역의 라디오 음악 프로그램이다.